# Seán Mac Diarmada
Seán Mac Diarmada (Kiltyclogher, 27 gennaio 1883 – Kilmainham Gaol, 12 maggio 1916) è stato un rivoluzionario e attivista politico irlandese (anche conosciuto come Seán MacDermott), uno dei sette leader della rivolta di Pasqua del 1916 che aiutò a organizzare come membro del Comitato militare della Fratellanza Repubblicana Irlandese, e fu uno dei firmatari della Proclamazione di Pasqua. Fu giustiziato dopo che la rivolta fu repressa.

## Biografia
Mac Diarmada crebbe nelle zone rurali a nord della contea di Leitrim e fu educato dai Fratelli cristiani. Nel 1908 si trasferì a Dublino, dove era stato a lungo coinvolto nell'indipendenza e in organizzazioni culturali irlandesi come Sinn Féin, la Fratellanza Repubblicana Irlandese (IRB), Ancient Order of Hibernians e Conradh na Gaeilge. Divenne un amico intimo di Tom Clarke e accedette rapidamente al Consiglio direttivo dell'IRB, diventando alla fine il suo segretario. Fu l'organizzatore nazionale di Sinn Féin e nel 1910 divenne l'amministratore delegato del quotidiano radicale Irish Freedom. Mac Diarmada contrasse la poliomielite e da allora dovette camminare su un bastone.
Nel novembre 1913 divenne un membro fondatore degli Irish Volunteers e portò questa organizzazione sotto il controllo dell'IRB. Nel maggio del 1915, fu arrestato a Tuam, sotto la Defence of the Realm Act, per aver pronunciato un discorso contro il reclutamento irlandese nel British Army.

## Rivolta di Pasqua
Dopo la sua liberazione dalla custodia nel settembre 1915, divenne un membro del comitato militare segreto dell'IRB, che era responsabile della pianificazione della rivolta di Pasqua. Mac Diarmada e Clarke furono i principali colpevoli.
A causa della sua disabilità, partecipò poco ai combattimenti durante la rivolta di Pasqua e rimase presso la sede centrale del General Post Office. Dopo la rivolta, fuggì mescolandosi con il gran numero di prigionieri. Alla fine fu riconosciuto da Daniel Hoey, un ufficiale della "Divisione G" politica della Dublin Metropolitan Police. Dopo la condanna davanti alla corte marziale il 9 maggio, Mac Diarmada fu giustiziato a Kilmainham Gaol tramite fucilazione il 12 maggio all'età di 33 anni.
Prima della sua esecuzione, scrisse: “I feel happiness the like of which I have never experienced. I die that the Irish nation might live!. (Sento la felicità come non ho mai provato. Muoio in modo che la nazione irlandese possa vivere.")
Nel settembre 1919, Hoey fu fucilato dall'unità dell'IRA di Michael Collins "The Squad".  Allo stesso modo, l'ufficiale britannico Lee-Wilson, che ordinò di sparare a Mac Diarmada anziché trattenerlo, fu ucciso per ordine di Collins.

## Memoria
Seán MacDermott Street (Sráid Sheáin Mhic Dhiarmada) a Dublino prende il nome da lui, così come una stazione ferroviaria a Sligo e Páirc Sheáin Mhic Dhiarmada, lo stadio della Gaelic Athletic Association di Carrick-on-Shannon. Nella sua città natale di Kiltyclogher, una statua fu eretta nel centro del villaggio; la casa nel paese di Laghty Barr, dove trascorse la sua infanzia, fu dichiarata Monumento Nazionale